# البهائية في مولدوفا
بدأت البهائية في مولدوفا خلال الدين في الاتحاد السوفيتي في الدين في الاتحاد السوفيتي السابق. قبل ذلك الوقت، كانت مولدوفا، كجزء من الإمبراطورية الروسية، قد تواصلت بشكل غير مباشر مع البهائية منذ عام 1847. في عام 1974، وصل أول بهائي إلى مولدوفا. وبعد حل الاتحاد السوفيتي في أواخر 1991، تطورت مجتمعات بهائية، بالإضافة إلى جمعيات روحية وطنية، عبر دول الاتحاد السوفيتي السابق. في عام 1996، انتخبت مولدوفا جمعيتها الروحية الوطنية الخاصة بها. وأفادت المصادر البهائية بأنه كان هناك حوالي 400 شخص من أتباع البهائية في مولدوفا في عام 2004. وقد قدرت جمعية أرشيف بيانات الأديان عدد البهائيين في عام 2005 بحوالي 527.

## التاريخ في المنطقة

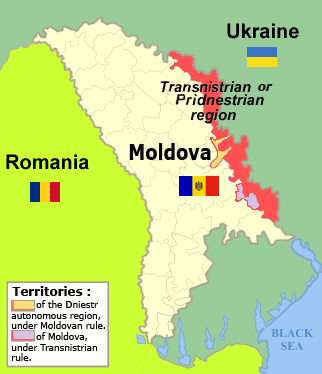
مناطق مولدوفا

كانت معظم مولدوفا الحالية، التي كانت تعرف سابقًا بـبيسارابيا حتى عام 1812، قد تم ضمها إلى الإمبراطورية الروسية. كانت مولدافيا إمارة إمارة (نظام غربي) في أوروبا وكانت جزءًا من أساس الدولة الحديثة رومانيا؛ في أوقات مختلفة، كانت الدولة تضم مناطق بيسارابيا. الجزء الغربي من مولدافيا هو الآن جزء من رومانيا، بينما الجزء الشرقي ينتمي إلى الدولة المستقلة مولدوفا بينما المناطق الشمالية والجنوبية الشرقية هي أراضٍ تابعة لأوكرانيا. انظر تاريخ مولدوفا وإمارة مولدافيا التاريخية. بالإضافة إلى ذلك، ترانسنيستريا هي جمهورية متمردة داخل الحدود المعترف بها دوليًا لمولدوفا. على الرغم من عدم اعتراف دبلوماسي من قبل أي دولة أو منظمة دولية وحكم القانون كجزء من مولدوفا، إلا أنه يعتبر حكم الأمر الواقع مستقلاً.

### كجزء من الإمبراطورية الروسية
أقدم علاقة بين البهائية ومولدوفا تعود إلى تاريخ أوكرانيا في البلاد. تعود هذه العلاقة إلى عام 1847 عندما طلب السفير الروسي في إيران، الأمير ديمتري إيفانوفيتش دولغوروكوف، نقل علي محمد الشيرازي، الهرالد للديانة البهائية الذي كان مسجونًا في ماكو، إلى مكان آخر؛ كما دان المجازر التي تعرض لها رجال الدين الإيرانيون، وطلب الإفراج عن بهاء الله، مؤسس الديانة البهائية. في عام 1884، سمع ليو تولستوي لأول مرة عن البهائية وكان متعاطفًا مع بعض تعاليمها. أيضًا، قام دراسات شرقية أ. تومانسكي بترجمة بعض الأدبيات البهائية إلى الروسية في عام 1899 في سانت بطرسبرغ. في ثمانينيات القرن التاسع عشر، كانت هناك مجموعة منظمة من البهائيين في عشق آباد، وفي وقت لاحق تم بناء أول مشارق الأذكار بين عامي 1913-1918. في عام 1904، تم عرض مسرحية من تأليف الشاعرة إيزابيلا غرينيفسكايا بعنوان "باب" في سانت بطرسبرغ، وقد أشاد بها تولستوي وغيرهم من النقاد في ذلك الوقت.

### الفترة السوفيتية
في عام 1974، وصلت أنيماري كروجر، حفيدة البهائي السويسري أوغست فوريل، لتكون أول بهائي في مولدوفا وتم تعيينها كـخطط التدريس البهائي.

### تطوير المجتمع
في عام 1990، تم تشكيل عدة تجمعات روحية في الاتحاد السوفيتي. عقب تفكك الاتحاد السوفيتي في أواخر عام 1991، تطورت مجتمعات البهائيين والجمعيات الروحية الوطنية في دول الاتحاد السوفيتي السابق. في البداية، كانت أوكرانيا، بيلاروس ومولدوفا تشترك في جمعية روحية إقليمية في عام 1992. في عام 1994، بمناسبة الذكرى العشرين للديانة في مولدوفا وسنة تسجيلها في الحكومة الوطنية، تم إدراج المجتمع البهائي في تقرير الأمم المتحدة كجمعية روحية محلية تضم 6 جمعيات. في عام 1996، انتخبت مولدوفا جمعية روحية وطنية خاصة بها.

## المجتمع المعاصر
في عام 2002، كان هناك العديد من البهائيين الحج في البهائية من العديد من جمهوريات الاتحاد السوفيتي السابقة - تتارستان، روسيا، بيلاروس، أوزبكستان ومولدوفا - الذين تمكنوا من لقاء أيادي الأمر علي أكبر فروتان، الذي كان في السابق مقيمًا في روسيا. في عام 2004، في الذكرى الـ30 للمجتمع البهائي في مولدوفا، أفاد البهائيون بوجود حوالي 400 بهائي في مولدوفا - 150 منهم في كيشيناو. وقدرت جمعية أرشيف بيانات الأديان (بالاعتماد على الموسوعة المسيحية العالمية) أن عدد البهائيين في 2005 بلغ حوالي 527.

### التطورات المتنوعة
منذ نشأتها، كان للدين البهائي دور في التنمية الاجتماعية والاقتصادية (البهائية) بدءًا من منح النساء مزيدًا من الحرية، وتعزيز التعليم للإناث كأولوية، وقد تجسد ذلك في إنشاء المدارس، التعاونيات الزراعية، والعيادات. دخل الدين مرحلة جديدة من النشاط عندما أُصدر رسالة من بيت العدل الأعظم بتاريخ 20 أكتوبر 1983. تم تشجيع البهائيين على البحث عن طرق، متوافقة مع التعاليم البهائية، للمشاركة في التنمية الاجتماعية والاقتصادية للمجتمعات التي يعيشون فيها. على مستوى العالم، في عام 1979، كان هناك 129 مشروعًا رسميًا معترفًا بها من مشاريع التنمية الاجتماعية والاقتصادية البهائية. وبحلول عام 1987، زاد عدد المشاريع المعترف بها رسميًا إلى 1482. ورغم التقييدات تحت الكتلة السوفيتية، كانت التطورات في مولدوفا أكثر حداثة. في عام 2003، نظمت مولدوفا أول اليوم العالمي للأديان، الذي نظمه البهائيون في كيشيناو.
بدأت إذاعة Payâm-e-Dust ("إذاعة رسالة من صديق") بثها عبر موجات موجة قصيرة من مولدوفا في عام 2001، ومن ثم بدأت في بث transmissions من مواقع أخرى وأصبحت تمتلك قدرة البث عبر الإنترنت.
في مايو 2007، أقرّت الحكومة المولدوفية قانونًا يحدد عملية الاعتراف بالأديان. كان مطلوبًا أن يكون هناك مئة تابع حتى يتم الاعتراف بالدين، ولكن بمجرد أن يتم الاعتراف، يصبح الاعتراف تلقائيًا. في عام 2008، أشارت الحكومة الأمريكية إلى التقدم الكبير الذي أحرزته مولدوفا في تعزيز المؤسسات الديمقراطية وفرض سيادة القانون، خاصة فيما يتعلق باتفاقية 1951 الاتفاقية الخاصة بوضع اللاجئين وبروتوكولها لعام 1967 البروتوكول المتعلق بأوضاع اللاجئين، وانضمامها إلى حلف شمال الأطلسي. كما دعمت حكومة مولدوفا الأمم المتحدة في تبني القرار A/RES/62/168، الذي تم تبنيه من قبل الجمعية العامة للأمم المتحدة في 18 ديسمبر 2007، بشأن القضايا المتعلقة بحقوق الإنسان والتقارير الواردة من المقررين الخاصين والممثلين عن أوضاع حقوق الإنسان في إيران. في فبراير 2008، أيدت الحكومة المولدوفية بيانًا صادرًا عن قائمة رؤساء سلوفينيا نيابة عن أوروبا بشأن تدهور وضع البهائيين في إيران. كما كررت حكومة مولدوفا دعمها لقرارات الأمم المتحدة بشأن البهائيين في إيران في فبراير 2009 بعد الإعلان عن محاكمة قيادة البهائيين في إيران عندما "استنكرت" رئاسة الاتحاد الأوروبي المحاكمة. انظر اضطهاد البهائيين.

## وصلات خارجية
- الديانة البهائية في تيراسبول، ترانسنيستريا
- ثمانية من أعضاء الهيئة الروحية الوطنية للبهائيين في مولدوفا المنتخبين عام 2005
- الصلوات البهائية الإجبارية باللغة الرومانية